# Nandus oxyrhynchus
Nandus oxyrhynchus — прісноводний вид риб з родини нандових окунів (Nandidae). Поширений в басейнах річок Меконг, Меклонг і Чаопхрая (Таїланд, Лаос, Камбоджа). Зазвичай зустрічається в болотистих водоймах зі слабкою течією.
Максимальна стандартна довжина риб (без хвостового плавця) становить 6,9 см. Тіло видовжене і стиснуте з боків. Він інших представників роду N. oxyrhynchus відрізняється гострою мордою та увігнутою верхньою лінією голови. За формою морди він отримав свою видову назву: з грецької oxys — гострий, а rhynchos — ніс. Зубчики на зябрових кришках більші, ніж у інших нандусів. Уздовж бічної лінії розташовано 37-42 лусок, на 24-27 лусці бічна лінія розривається. Формула плавців: спинний — 12-14 твердих променів і 9-11 м'яких; грудні — 14-15 м'яких; черевні — 1 твердий і 6 м'яких; анальний — 3 твердих і 5-6 м'яких; хвостовий — 14 м'яких.
Забарвлення невиразне, на блідо-коричневому тлі тіло у вертикальному напрямку перетинають чотири чітко означені широкі коричневі смуги. Темні плями на плавцях утворюють поперечні смужки.